# Live at the Bon Soir
| Оценки критиков | Оценки критиков |
| Источник        | Оценка          |
| --------------- | --------------- |
| AllMusic        | [ 1 ]           |
| Broadway World  | [ 2 ]           |

Live at the Bon Soir — десятый концертный альбом американской певицы Барбры Стрейзанд. Изначально задуманный как её дебютный альбом, материал был записан в течение трёх ночей в ноябре 1962 года, вскоре после того, как Стрейзанд подписала контракт с Columbia Records. Записи были отложены в пользу студийного альбома 1963 года. Извлеченные из архивов Стрейзанд и подвергнутые ремастерингу, концертные записи были выпущены 4 ноября 2022 года, приуроченные к 60-летию оригинальной записи.

## Предыстория и релиз
Columbia Records впервые подписали контракт со Стрейзанд в 1962 году после её дебюта на Бродвее в роли мисс Мармельстейн в постановке «Я могу достать вам это по оптовой цене». После череды успешных выступлений в ночных клубах, в том числе в The Lion и The Bon Soir в Гринвич-Виллидж, Columbia запланировала дебютный концертный альбом, записав выступления с 4 по 6 ноября 1962 года. Тем не менее, позже выбор был сделан в пользу студийных версий тех же песен, которые и стали основой дебютной пластинки (впоследствии был удостоен премии «Грэмми» за альбом года).
Некоторые записи из данных сессий были выпущены ранее, в частности, в бокс-сете 1991 года Just for the Record….
Релиз Live at The Bon Soir 4 ноября 2022 года совпадает с шестидесятой годовщиной первых контрактных записей Стрейзанд для Columbia. Спродюсированные Стрейзанд, Мартином Эрлихманом и Джеем Ландерсом, треки были подвергнуты ремастерингу под руководством Стрейзанд и Йохема ван дер Саага. Издание будет включать обширные исторические заметки, фотографии и послание Стрейзанд, а также 12-страничный буклет для LP и 32-страничный буклет для CD.

## Итоговые списки
| Публикация        | Список                     | Ранг | Ссылка |
| ----------------- | -------------------------- | ---- | ------ |
| Los Angeles Times | The 20 Best Albums of 2022 | 8    | [ 6 ]  |

## Список композиций
| №                   | Название                                                             | Автор(ы)                              | Длительность |
| ------------------- | -------------------------------------------------------------------- | ------------------------------------- | ------------ |
| 1.                  | «Introduction by Dave Kapralik (Columbia Records)/My Name is Barbra» | Леонард Бернстайн                     | 2:01         |
| 2.                  | «Much More»                                                          | Том Джонс, Харви Шмидт                | 2:30         |
| 3.                  | «Napoleon»                                                           | Гарольд Арлен, Йип Харбург            | 3:19         |
| 4.                  | «I Hate Music»                                                       | Леонард Бернстайн                     | 1:16         |
| 5.                  | «Right As The Rain»                                                  | Гарольд Арлен, Йип Харбург            | 2:46         |
| 6.                  | «Cry Me a River»                                                     | Артур Гамильтон                       | 4:11         |
| 7.                  | «Value»                                                              | Джефф Харрис                          | 2:16         |
| 8.                  | «Lover, Come Back to Me»                                             | Оскар Хаммерстайн II, Зигмунд Ромберг | 1:54         |
| 9.                  | «Band Introductions»                                                 |                                       | 2:56         |
| 10.                 | «Soon It’s Gonna Rain»                                               | Том Джонс, Харви Шмидт                | 3:42         |
| 11.                 | «Come to the Supermarket (in Old Peking)»                            | Коул Портер                           | 1:51         |
| 12.                 | «When the Sun Comes Out»                                             | Гарольд Арлен, Тед Колер              | 3:14         |
| 13.                 | «Happy Days Are Here Again»                                          | Джек Йеллен, Милтон Эйгер             | 3:25         |
| 14.                 | «Keepin' Out Of Mischief Now»                                        | Энди Разаф, Фэтс Уоллер               | 1:54         |
| 15.                 | «A Sleepin' Bee»                                                     | Гарольд Арлен, Трумэн Капоте          | 4:03         |
| 16.                 | «I Had Myself A True Love»                                           | Гарольд Арлен, Джонни Мерсер          | 4:47         |
| 17.                 | «Bewitched, Bothered and Bewildered»                                 | Ричард Роджерс, Лоренц Харт           | 2:39         |
| 18.                 | «Who’s Afraid of the Big Bad Wolf?»                                  | Фрэнк Черчилль, Энн Ронелл            | 2:36         |
| 19.                 | «I’ll Tell the Man in the Street»                                    | Ричард Роджерс, Лоренц Харт           | 2:49         |
| 20.                 | «A Taste of Honey»                                                   | Бобби Скотт, Рик Марлоу               | 2:23         |
| 21.                 | «Never Will I Marry»                                                 | Фрэнк Лессер                          | 2:56         |
| 22.                 | «Nobody’s Heart Belongs To Me»                                       | Ричард Роджерс, Лоренц Харт           | 2:14         |
| 23.                 | «My Honey’s Lovin' Arms»                                             | Гарри Руби, Джозеф Мейер              | 2:10         |
| 24.                 | «I Stayed Too Long At the Fair»                                      | Билли Барнс                           | 5:11         |
| Общая длительность: | Общая длительность:                                                  | Общая длительность:                   | 69:03        |

## Чарты
| Чарт (2022)                              | Высшая позиция |
| ---------------------------------------- | -------------- |
| Великобритания (UK Digital Albums Chart) | 34             |
| Испания (PROMUSICAE)                     | 82             |
| США (Billboard 200)                      | 150            |
| Шотландия (Scottish Albums Chart)        | 28             |